# Euryphrissa plumipes
Euryphrissa plumipes är en fjärilsart som beskrevs av Walker 1964. Euryphrissa plumipes ingår i släktet Euryphrissa och familjen glasvingar. Inga underarter finns listade i Catalogue of Life.